# 赫羅尼莫蒙泰羅
20°47′20″S 41°23′42″W / 20.78889°S 41.39500°W
赫羅尼莫蒙泰羅（葡萄牙語：Jerônimo Monteiro），是巴西的城鎮，位於該國東南部，由聖埃斯皮里圖州負責管轄，始建於1958年11月28日，面積162平方公里，海拔高度140米，2010年人口10,888，人口密度每平方公里67.14人。